# Physalis pruinosa
Physalis pruinosa, auch Ananaskirsche, ist eine Pflanzenart aus der Gattung der Blasenkirschen (Physalis) in der Familie der Nachtschattengewächse (Solanaceae).

## Beschreibung

### Vegetative Merkmale
Physalis pruinosa ist eine einjährige, krautige Pflanze, die Wuchshöhen zwischen 20 und 140 cm erreicht. Die Stängel sind mit langen (2,0 bis 2,5 mm) und kurzen (0,5 bis 1,0 mm) mehrzelligen, drüsigen Trichomen besetzt.
Die Laubblätter haben eine Länge von 3,5 bis 16,5 cm und sind dicht filzig mit mehrzelligen drüsigen Trichomen besetzt. Die Blattstiele sind 1,0 bis 6,5 cm lang. Die Blattspreiten weisen eine Länge von 2,5 bis 12,0 cm und eine Breite von 2 bis 9 cm auf, sie sind eiförmig bis elliptisch geformt, die Spitze ist spitz bis zugespitzt, die Basis herzförmig oder abgeschnitten, gelegentlich auch schief und dann mit bis zu 1 cm versetzten Hälften. Der Blattrand ist gezahnt oder selten auch ganzrandig.

### Blüten
Die Blütenstiele sind 1,7 bis 3,0 cm lang. Die zwittrigen Blüten sind radiärsymmetrisch und fünfzählig mit doppelter Blütenhülle. Der Kelch ist lang filzig behaart und inklusive der zugespitzten Kelchzipfel 2,5 bis 6,0 mm lang und 1,0 bis 1,5 mm breit. Die gelbe Krone hat einen Durchmesser von 1,0 bis 1,5 cm, die einzelnen Kronblätter sind mit fünf braunen Flecken markiert, die nur wenig Kontrast zur übrigen Kronblattfläche aufweisen. Die Innenseite der Krone kann behaart oder unbehaart sein. Die Staubfäden sind blau, die Staubbeutel sind gelb und 2,0 bis 3,5 mm lang.

### Früchte und Samen
Zur Fruchtreife vergrößert sich der Kelch auf eine Länge von 3,5 bis 6,0 cm und eine Breite von 2,5 bis 4,0 cm. Er ist dabei aber immer länger als breit. Der Querschnitt des Kelches ist deutlich fünf-gewinkelt, die Oberfläche ist drüsig-behaart. Der Stiel verdickt sich nicht, hat eine Breite von etwa 0,5 mm und eine Länge von 3,0 bis 5,5 cm. Die Frucht ist eine kugelförmige, dunkelbraune, klebrige Beere mit einem Durchmesser von 1,0 bis 2,5 cm. Sie enthält eine Vielzahl an braunen Samen mit feingrubiger Oberfläche, die einen Durchmesser von 2 mm haben.

### Chromosomenzahl
Die Chromosomenzahl beträgt 2n = 24.

## Phänologie
Von Mexiko bis Zentralamerika blüht Physalis pruinosa von Juli bis August, reife Früchte wurden in der Zeit zwischen Januar und März gefunden. In Südamerika blüht Physalis pruinosa von Januar bis Mai.

## Vorkommen
Das Verbreitungsgebiet von Physalis pruinosa reicht vom mexikanischen Bundesstaat Chihuahua über Zentralamerika, mit Ausnahme von Panama und El Salvador bis ins südliche Argentinien. Physalis pruinosa wächst in Höhenlagen bis 1400 m und besiedelt feuchte, bergige Eichenwälder oder oftmals auch trockene, laubabwerfende Wälder.

## Systematik
Die Erstveröffentlichung von Physalis pruinosa erfolgte durch Carl von Linné.
Die Art Physalis pruinosa gehört zur Sektion Epeteiorhiza in der Untergattung Rydbergis innerhalb der Gattung der Blasenkirschen (Physalis). Physalis pruinosa ähnelt Physalis nicandroides. Vor allem, wenn die Stängel im Alter verkahlen, werden beide Arten oft verwechselt. Physalis pruinosa kann jedoch durch die sich nicht verdickenden Fruchtstiele unterschieden werden.

## Verwendung
Die Frucht von Physalis pruinosa wird in Mexiko als Nahrungsmittel verwendet.